# Calvello
Calvello est une commune italienne d'environ 2 000 habitants, située dans la province de Potenza, dans la région Basilicate, en Italie méridionale, connue pour sa production traditionnelle de céramique artistique.

## Monuments et patrimoine

### Le Pont de Saint'Antuono
Le pont de Sant'Antuono est un bâtiment en pierre en forme d'arc. Il prend son nom de la petite église que les habitants ont construite et  dédiée  à Sant'Antoine Abbate communément appelée Sant' Antuono.  Le pont a été construit en 1200 sur le fleuve La Terra un cours d'eau, et était utilisé pour faciliter l'échange entre les résidents des quartiers Piano et  Sant'Antuono. Malgré son âge, le pont demeure en bon état.

### Le château de Calvello
Le château, construit à l'époque médiévale sur les vestiges d'une forteresse lombarde du XVIIe siècle, représente un élément important pour le village. Le bâtiment est sur trois niveaux. Au nord du château, se trouve un ancien long bâtiment étroit, dont le contour extérieur coïncidait avec les murs de l'enceinte de la ville. En aval du bâtiment, il y avait une route qui était un chemin secondaire par lequel on arrivait au château. Entrant dans la cour, on aperçoit, au premier niveau, une galerie qui reliait les salons de représentation avec les chambres à coucher. À l'époque de Carafa, il n'y avait que deux entrées au premier étage. L'entrée ouest a été marquée par une grande porte. Du côté nord, on aperçoit le blason de famille Ruffo et des aspects décoratifs. L'entrée principale au rez-de-chaussée est en face de l'arc d'entrée. À droite, il y avait les écuries et les étables, d'où on pouvait aussi bien sortir que descendre par un escalier en pierre. Dans le coin sud-ouest il y a une citerne pour recueillir les eaux de pluie. Des sources documentaires montrent que, à l'époque fédéricienne il a été rénové et élargi par initiative du comte Bernard, feudataire d'un vaste territoire que de Volturino s'étend jusqu'aux pentes du Caperrino. En 1273, après un violent tremblement de terre, on a procédé à la restauration de la partie existante et à la construction de la tour circulaire nord-ouest. Dans la seconde moitié du XVe siècle, le château appartenait aux Sanseverino. Puis, au XVIe siècle, il est devenu propriété de la famille de Carafa de Marra. En 1822, le château a accueilli la cour martiale autrichienne. On sait aussi que dans les temps anciens le château a été utilisé comme prison. En 1826, le séisme a provoqué l'effondrement de la couverture et d'une grande partie de la structure maçonnée de l'étage supérieur. En 1857, après un autre tremblement de terre, le deuxième étage du château est écroulé. Dans les années 50 du XIXe siècle, le château a été vendu à différents propriétaires et puis divisé en plusieurs maisons.

## Administration
| Période                                  | Période | Identité | Étiquette | Qualité |
| ---------------------------------------- | ------- | -------- | --------- | ------- |
|                                          |         |          |           |         |
| Les données manquantes sont à compléter. |         |          |           |         |

### Communes limitrophes
Abriola, Anzi, Laurenzana, Marsico Nuovo, Marsicovetere, Viggiano.